# غيرلي والتون
غيرلي والتون (بالإنجليزية: Greely Walton)‏ هو عازف جاز أمريكي، ولد في 4 أكتوبر 1904، وتوفي في 9 أكتوبر 1993.

## وصلات خارجية
- غيرلي والتون على موقع ميوزك برينز (الإنجليزية)
- غيرلي والتون على موقع أول ميوزيك (الإنجليزية)
- غيرلي والتون على موقع ديسكوغز (الإنجليزية)